# Guo Feixiong
Compléments
Membre du Mouvement Weiquan
Guo Feixiong (郭飞雄), né le 2 août 1966, est un avocat et militant des droits de l'homme chinois.

## Biographie
De son vrai nom Yang Maodong, il est avocat spécialisé dans la défense des droits de l'homme. En 2000, il s'illustre en défendant des villageois injustement expropriés ; il est emprisonné une première fois et passé à tabac. L'une des figures du mouvement Weiquan, il fait partie des « avocats aux pieds nus » qui défendent les victimes d'injustices et de violations des droits de l'homme. Il milite pour une réforme de la Constitution, une démocratisation du régime et que celui-ci respecte les conventions des droits de l'homme de l'ONU, l'abolition de la torture aux électrochocs dans les prisons ou encore l'amélioration des conditions de détention des prisonniers politiques.
Il est détenu depuis janvier 2013 dans la province du Guangdong après une condamnation de six ans de prison pour « rassemblement illégal et troubles à l'ordre social », une justification habituelle pour faire taire les dissidents dans le pays. Il avait manifesté pendant une semaine devant le siège du quotidien Southern Weekly en demandant le respect du droit d'informer et cela dans un contexte politique où le président Xi Jinping tente de museler davantage les médias. En mai 2016, il commence une grève de la faim en prison pour protester contre les humiliations subies par les prisonniers politiques chinois (sa tête a été rasée de force, il a du subir un examen rectal et, selon son avocat, « ramper comme un insecte » devant ses gardiens) ; 40 jours plus tard, il a perdu un tiers de son poids. Sa sœur, médecin, précise qu'il souffre d'anémie et d'insuffisance rénale. Les visites de ses proches ont par ailleurs été raccourcies. Il bénéficie d'un important soutien des internautes sur Weibo, le Twitter chinois.
Des experts de l'ONU réclament la libération de Guo Feixiong considérant sa condamnation comme abusive : « Nous exhortons les autorités chinoises à relâcher M. Guo et à reconnaître l'importante contribution des défenseurs des droits de l'homme au respect des valeurs constitutionnelles en Chine »,.